# Kasatkia
Kasatkia is een geslacht van straalvinnige vissen uit de familie van de stekelruggen (Stichaeidae).

## Soorten
- Kasatkia memorabilis Soldatov & Pavlenko, 1916
- Kasatkia seigeli Posner & Lavenberg, 1999